# István Donogán
István Donogán (ur. 13 grudnia 1897 w Sencie, zm. 25 listopada 1966 w Budapeszcie) – węgierski lekkoatleta specjalizujący się w rzucie dyskiem, dwukrotny uczestnik letnich igrzysk olimpijskich (Amsterdam 1928, Los Angeles 1932).

## Sukcesy sportowe
| Rok  | Miasto      | Zawody               | Konkurencja  | Wynik         |
| ---- | ----------- | -------------------- | ------------ | ------------- |
| 1932 | Los Angeles | igrzyska olimpijskie | rzut dyskiem | 5. miejsce    |
| 1934 | Turyn       | mistrzostwa Europy   | rzut dyskiem | brązowy medal |

## Rekordy życiowe
- rzut dyskiem – 48,86 – 1934